# Choggyur Lingpa

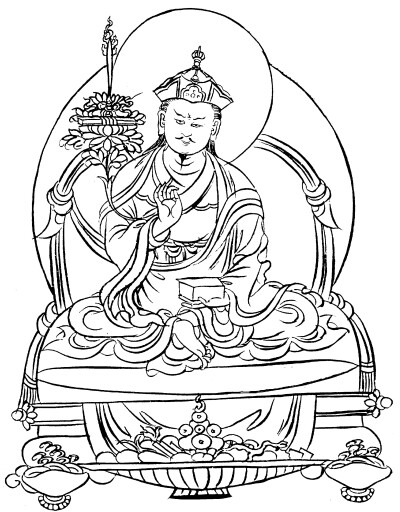
Choggyur Lingpa

Orgyen Choggyur Lingpa (tibetisch ཨོ་རྒྱན་མཆོག་གྱུར་བདེ་ཆེན་གླིང་པ་, tib.: o rgyan mchog gyur gling pa; auch: Choggyur Dechen Lingpa, tib.: mchog gyur bde chen gling pa; * 1829; † 1870) gilt als einer der wichtigsten Tertöns der tibetischen Geschichte. Er war Zeitgenosse des Jamyang Khyentse Wangpo und des Jamgön Kongtrül Lodrö Thaye, mit denen er die Rime-Bewegung gründete. Seine Termas werden sowohl in der Kagyü- als auch in der Nyingma-Schule praktiziert. Choggyur Lingpa bedeutet übersetzt: Choggyur: „hervorragend“, Lingpa: „Zuflucht für Frieden und Glück der Wesen“ (Lingpa, englisch: „‚sanctuary‘ of peace and happiness for beings“, ist ein gebräuchlicher Titel für Tertöns).
Choggyur Lingpa war Halter von sieben Übertragungslinien und der letzte von 100 bedeutenden Tertöns. Besonders bekannt ist er, weil er ein Terma der „Raum-Klasse“ (tib.: klong sde, Longde) des Dzogchen entdeckt hat.
Choggyur Lingpa war kein Mönch, seine Hauptgefährtin war Dechen Chödrön.